# Stainz bei Straden
Stainz bei Straden ist eine ehemalige Gemeinde im Südosten der Steiermark mit 943 Einwohnern (Stand: 31. Oktober 2013) im Bezirk Südoststeiermark. Am 1. Jänner 2015 wurde sie im Rahmen der Gemeindestrukturreform in der Steiermark mit den vordem ebenfalls selbständigen Gemeinden Krusdorf und Hof bei Straden bei der Marktgemeinde Straden eingemeindet.

## Geografie

### Geografische Lage
Stainz bei Straden liegt ca. 60 km südöstlich von Graz und rund 20 Kilometer südlich der Stadt Feldbach im Oststeirischen Hügelland. Südlich grenzt die Stainz bei Straden an Straden.

### Nachbargemeinden und -orte
- im Norden: Krusdorf und Merkendorf
- im Osten: Frutten-Gießelsdorf
- im Süden: Hof bei Straden
- im Westen: Straden

### Gliederung
Das ehemalige Gemeindegebiet umfasst folgende fünf Ortschaften (in Klammern Einwohnerzahl, Stand 1. Jänner 2024):
- Dirnbach (157)
- Karbach (69)
- Muggendorf (337)
- Stainz bei Straden (259)
- Sulzbach (97)

Die ehemalige Gemeinde bestand aus den Katastralgemeinden
- Dirnbach,
- Karbach,
- Muggendorf,
- Stainz bei Straden und
- Sulzbach.

## Geschichte
Das früheste Schriftzeugnis ist von 1382 und lautet „Stencz“. Der Name geht auf den slowenisch *ščavanica (‚beim sauren Wasser‘, gemeint ist der Sulzbach) zurück.

### Einwohnerentwicklung

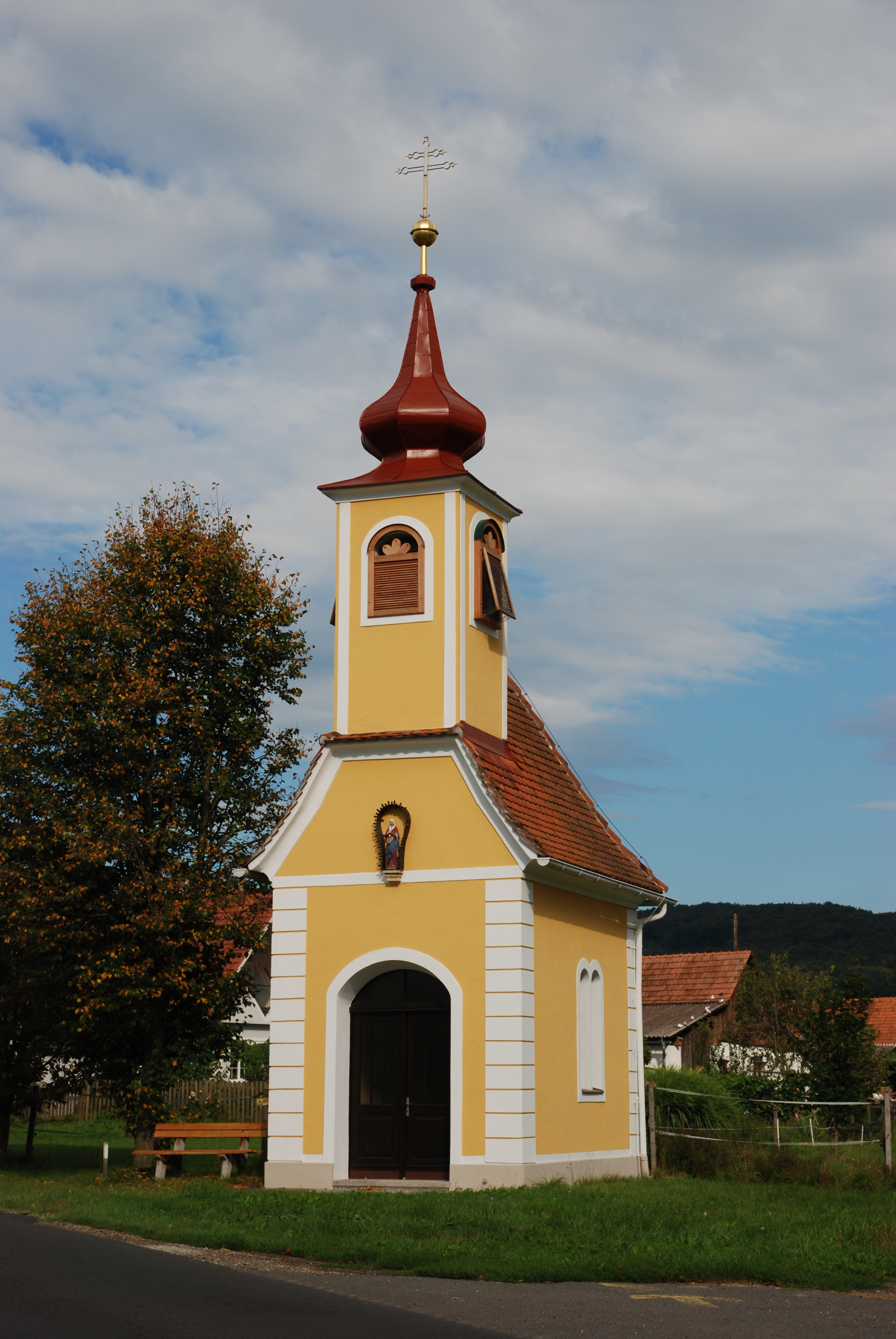
Kapelle Karbach

## Kultur und Sehenswürdigkeiten

### Kulinarische Spezialitäten
In Stainz bei Straden wurde im Jahr 2003 das so genannte Haus der Vulkane errichtet. Dort werden Spezialitäten aus dem Steirischen Vulkanland in einem Restaurant verkocht. Daneben bietet die Gemeinde zahlreiche Buschenschenken, die regionale Spezialitäten anbieten. Teile des Gemeindegebietes werden von den ortsansässigen Weinbauern für den Weinbau genutzt, außerdem befindet sich in Dirnbach eine Getreide- und Ölmühle.

## Politik
Der mit 31. Dezember 2014 aufgelöste Gemeinderat bestand aus 15 Mitgliedern und setzte sich seit der Gemeinderatswahl 2010 aus Mandaten der folgenden Parteien zusammen: 11 ÖVP, 2 SPÖ und 2 FPÖ.
Letzter Bürgermeister war bis zur Auflösung der Gemeinde Karl Lenz (ÖVP), der sich bereits in seiner dritten Amtsperiode befand. Seine Vorgänger waren Anton Koller (ÖVP) und Friedrich Haas (ÖVP).

## Persönlichkeiten

### Söhne und Töchter der Gemeinde
- Alois Weinhandl (1878–1964), Politiker (CSP)
- Luis Sammer (* 1936), Maler, Graphiker und Kunsterzieher

## Sonstiges

### Natur
Im Raum um Stainz bei Straden brütet die Blauracke, ein in Europa bereits selten vorkommender Brutvogel. Zur Brutzeit kann im Haus der Vulkane über eine Webcam ein Brutpaar beobachtet werden.